# 목정맥
목정맥(jugular veins) 또는 경정맥(頸靜脈)은 머리에서 산소를 소모한 혈액을 심장으로 돌려보내는 정맥으로, 위대정맥으로 이어진다. 속목정맥은 속목동맥 옆에 위치한 채로 아래로 내려오며, 목빗근 뒤쪽에 위치한 채로 주행한다.

## 구조와 기능
크게 분류했을 때, 목정맥에는 속목정맥과 바깥목정맥의 두 종류가 있다.
양쪽 바깥목정맥은 각각 해당하는 방향의 빗장밑정맥으로 합류한다. 속목정맥은 바깥목정맥보다 안쪽에서 빗장밑정맥과 만나 팔머리정맥을 형성한다. 양쪽 팔머리정맥은 합쳐져서 위대정맥을 이루고, 위대정맥은 산소가 소모된 혈액을 심장의 우심방으로 환류한다. 바위정맥굴, 얼굴정맥, 혀정맥, 위갑상정맥, (간혹) 뒤통수정맥 등 다양한 정맥이 목정맥으로 합류한다.

### 속목정맥
속목정맥은 경막의 구불정맥굴과 아래바위정맥굴 혈액이 문합하면서 형성된다. 속목정맥은 온목동맥, 미주신경과 함께 목혈관신경집 안에서 주행한다. 머리뼈 안의 혈액을 들이는 역할을 한다.

### 바깥목정맥
바깥목정맥은 목빗근보다 얕은쪽에서 주행한다.
한편 크기가 작은 목정맥인 앞목정맥은 턱끝과 아랫입술 부위의 혈액을 들이는 역할을 하며, 바깥목정맥으로 합류한다.

## 임상적 중요성

### 목정맥압

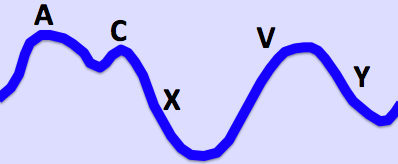
목정맥압의 파형

목정맥압은 정맥계의 압력(중심정맥압)을 간접적으로 관찰할 수 있는 지표가 된다. 다양한 심장 질환이나 폐질환을 감별하는 데에 유용한 경우가 있다.
목정맥압 파형에서, 위쪽으로 솟아 있는 부분은 각각 (A) 심방 수축, (C) 심실 수축, (V) 심방과 심실의 충만에 대응한다. 아래쪽으로 들어가 있는 부분은 각각 (X) 심방 이완과 (y) 삼첨판 개방 이후 심실의 충만에 대응한다.

### 질환
심부전 환자에서 목정맥이 부풀어 올라 두드러져 보이기도 한다. 환자가 앉아 있거나 반쯤 앉은 자세(반좌위, semirecumbent)일 때, 목정맥의 높이와 박동은 중심정맥압을 추정할 수 있는 단서가 된다. 따라서 이는 심장이 혈액 수요를 잘 맞추고 있는지, 아니면 그렇지 못한지 판별하는 중요한 정보이다. 목정맥의 팽창은 심부전, 심낭압전, 관상동맥질환 등의 잠재적인 소견일 수 있다.
호흡곤란, 부종, 저혈량증이 있는 환자에서 우심방압을 평가하고 혈관내 용적을 추정하기 위해 목정맥 검사를 루틴으로 실시한다. 정맥압이 상승한 경우 심부전이나 각종 심혈관질환을 시사하는 소견일 수 있다.
목정맥의 비정상적인 혈류나 압력과 연관된 증상에는 청력상실, 어지럼증, 흐린 시야, 부어오른 눈, 두통, 목의 통증, 수면 이상 등이 있다.